# Swartzia macrophylla
Swartzia macrophylla là một loài rau đậu thuộc họ Fabaceae.
Loài này chỉ có ở Colombia.